# Динамо (футбольний клуб, Єгвард)
ФК «Дина́мо» Єгвард (вірм. Ֆուտբոլային Ակումբ „Դինամո“ Եղվարդ) — колишній вірменський футбольний клуб із міста Єгвард, заснований 1986 року та розформований у 2002 році. Виступав у Першій лізі Вірменії. Домашні матчі приймав на Міському стадіоні, потужністю 250 глядачів.